# Кононово (Вашкинский район)
Кононово — деревня в Вашкинском районе Вологодской области.
Входит в состав Андреевского сельского поселения, с точки зрения административно-территориального деления — в Андреевский сельсовет.
Расстояние по автодороге до районного центра Липина Бора — 27 км, до центра муниципального образования деревни Андреевская — 4 км. Ближайшие населённые пункты — Давыдово, Мытник, Первомайский.
По переписи 2002 года население — 31 человек (15 мужчин, 16 женщин). Преобладающая национальность — русские (97 %).

## История
Впервые упоминается в писцовых книгах Белозерского уезда писца Никиты Шаховского по переписи 1626-1627 годов под названием «Кононова».

### История административно-территориальной принадлежности деревни
- До 1708 - Заозерский стан, Лупсарская волость, Белозерский уезд, Русское государство
- С 1708-1710 - Ингерманландская губерния (С 1710 года - Санкт-Петербургская губерния)
- С 1710-1715 - <обер-комендантская провинция>, Санкт-Петербургская губерния
- С 1715-1719 - <ландратская доля>, Санкт-Петербургская губерния
- С 1719 - <дистрикт>, Белозерская провинция, Санкт-Петербургская губерния
- С 1727 - Заозерский стан, Лупсарская волость, Белозерский уезд, Белозерская провинция, Новгородская губерния
- С 1776 - Островская волость, Кирилловский уезд, Новгородское наместничество (С 1796 года - Новгородская губерния)
- С 1918 - Островская волость, Кирилловский уезд, Череповецкая губерния
- С 1927 - Андреевский сельсовет (с 2006 года - Андреевское сельское поселение) Вашкинский район, Вологодская область

### Сведения о деревне
Некоторые сведения о составе деревни можно почерпнуть из списков населённых мест Островской волости Кирилловского уезда от 1912 г., а именно:
```
Дворовых мест занято постройками - 15 
Жилых строений - 25
-----------------------------------------
Мужчин - 39, Женщин - 39, Всего - 78
-----------------------------------------
До уездного города (Кириллов) - 75 верст
До жел.-дор. станции - 170 верст
До пароходной пристани - 56 вёрст
До волостного правления (Остров) - 12 верст
До почтового учреждения (Остров) - 12 верст
До школы - 4 версты
До приходской церкви - 4 версты
-----------------------------------------
Главное занятие жителей - земледелие; Подсобное - лес, заработки
Расположена на Вытегорско-Белозерском почтовом тракте возле реки Унжа
В деревне есть часовня и почтовая станция
```

Под приходской церковью имеется в виду Воскресенская Лупсарская церковь в Лупсарском Воскресенском погосте. Сейчас это «Церковь Воскресения Христова на Лупсарском погосте» в деревне Андреевская. Текущее каменное здание было построено в 1813 г. После революции закрыта, постепенно разрушалась, в советское время в ней был организован клуб. В настоящее время идёт реставрация.
Известные настоятели:
- 1867г. - священник Надпорожский Иван Васильевич[7]
- 1915г. - священник Федотовский Николай Николаевич[8]

Также в церкви, видимо, располагалась и церковно-приходская школа
Часовня располагалась на холме на западной окраине деревни и до настоящего времени не сохранилась.

#### Почтовая станция
Расположенная на Вытегорско-Белозерском почтовом тракте, деревня в том числе выполняла функции почтовой станции (где меняли только почтовых лошадей, ближайшая обывательская станция - деревня Адреевская, 4 лошади). Пример: например, в памятных книжках от 1867 года для маршрута из Белозерска в Вытегру указан список почтовых станций с количеством имеющихся на них лошадей (отрывок):
```
Белозерск - 20 верст - 5 лошадей
Крохино - 16 верт - 4 лошади
Поповское - 26 верст - 4 лошади
Коновское - 19 верст - 4 лошади
Матвеевское - 22,5 версты - 4 лошади
Прокшино - 22,25 версты - ...  
```

Название деревни в разных памятных книжках писалось по-разному. Это и «Коновское», «Кононова »и т.д.

### Деревня на картах

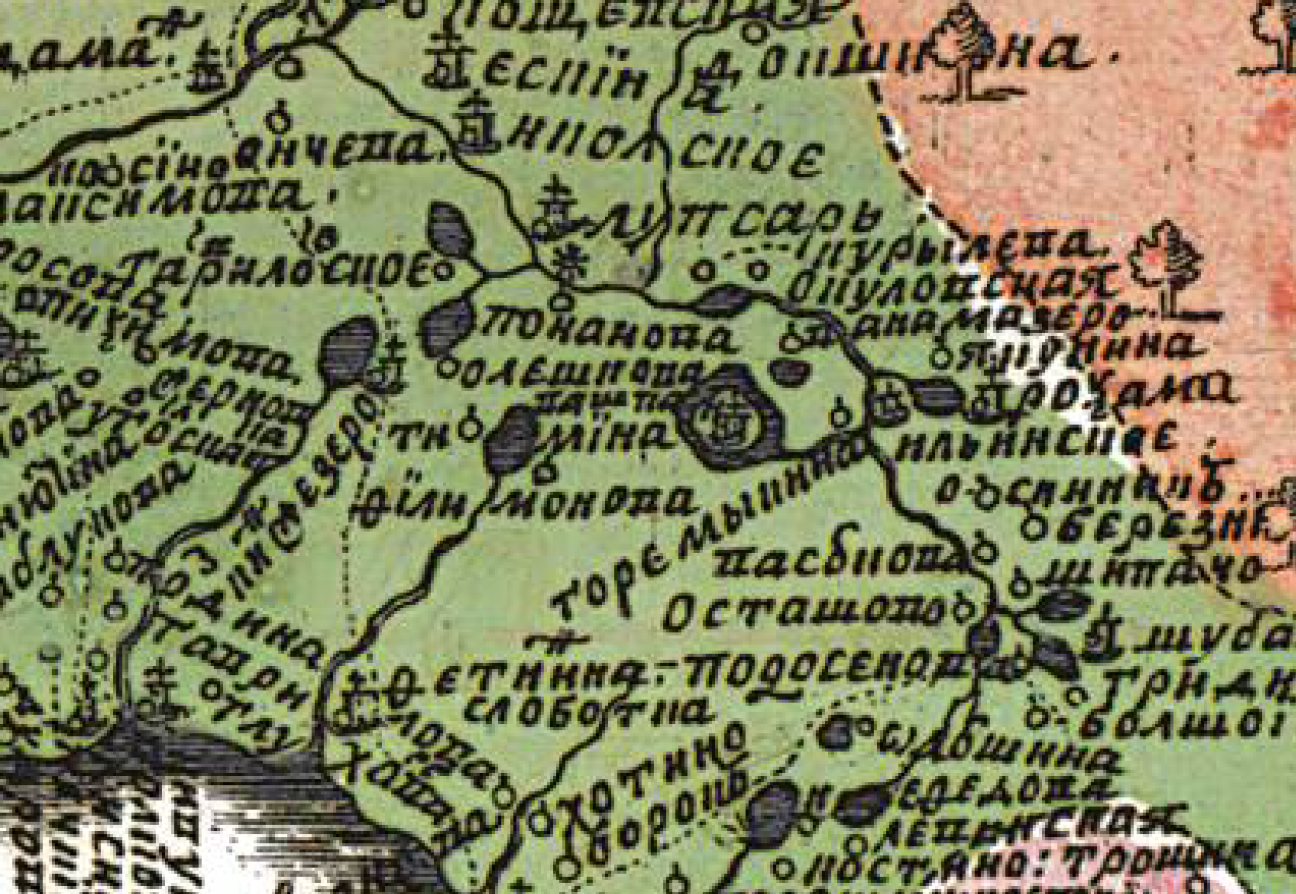
Карта Белозерского уезда в составе «Атласа Всероссийской Империи» 1722–1737 г. Кирилова И.К. Отмечена как «Понанова»
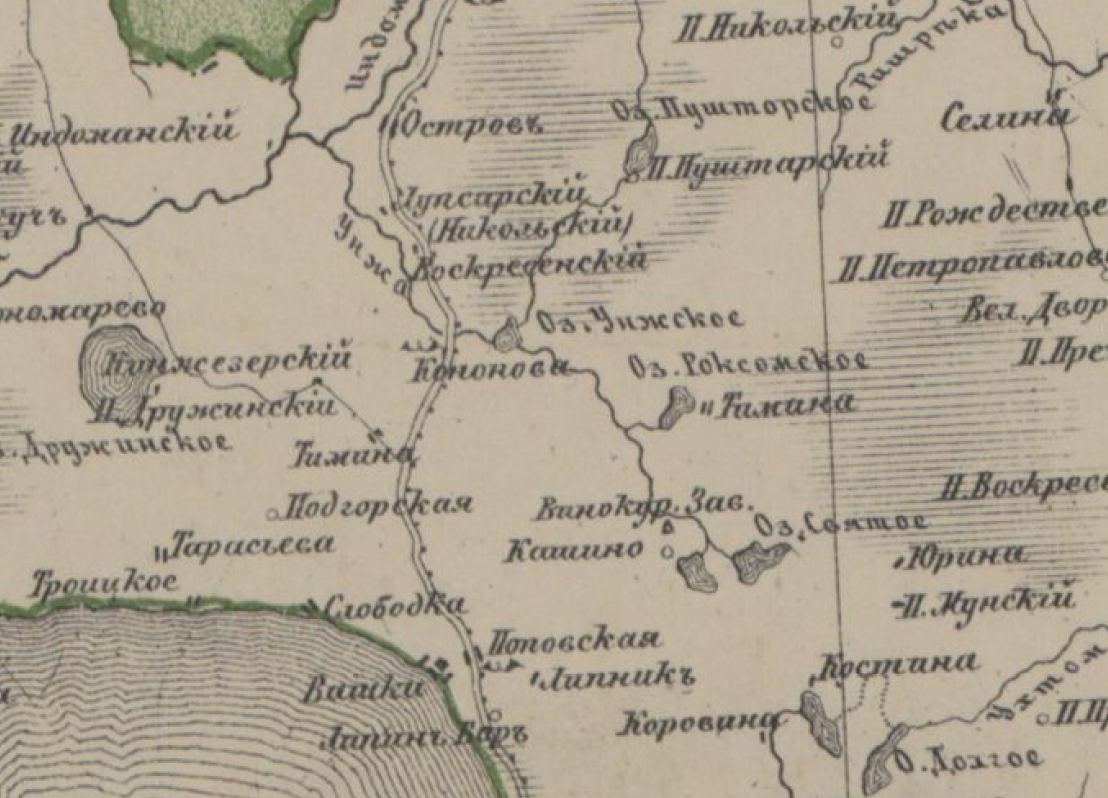
Карта Новгородской губернии в составе "Подробного атласа Российской Империи с планами главных городов" 1871 г. Ильина А.А. Отмечена как «Кононова»
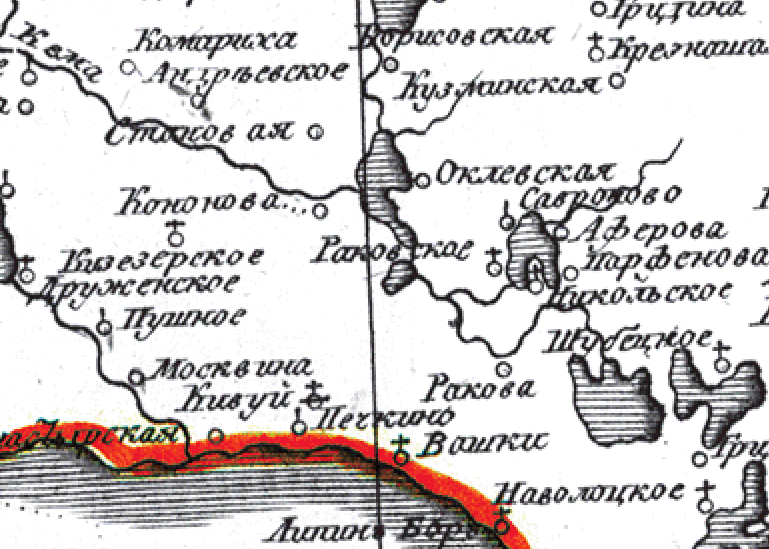
Карта Новгородского наместничества в составе "Российского атласа, из сорока четырех карт состоящего и на сорок два наместничества империю разделяющего" 1792 г. Отмечена как «Кононова»